# پیتر نورث
پیتر نورث (انگلیسی: Peter North؛ زاده ۱۱ مهٔ ۱۹۵۷) بازیگر پورنوگرافی اهل کانادا است.